# درغک
درغک، روستایی از توابع بخش دیشموک شهرستان کهگیلویه در استان کهگیلویه و بویراحمد ایران است.
بیوگرافی روستای درغک
این روستا در دهستان بهمئی سرحدی غربی قرار دارد و براساس سرشماری عمومی نفوس و مسکن ایران در سال ۱۳۸۵، جمعیت آن ۱۴۶۲نفر (۲۶۰خانوار) بوده‌است. ساکنان این روستا به دلیل کمبود درآمد نبود امکانات رفاهی همواره در حال مهاجرت به شهرستان‌های اطراف می‌باشد.
شغل اکثر مردم این روستا بر پایه کشاورزی ودامداری است که محصولات آنها، عمدتاگندم وجو می‌باشد.